# Schwedenlöcher

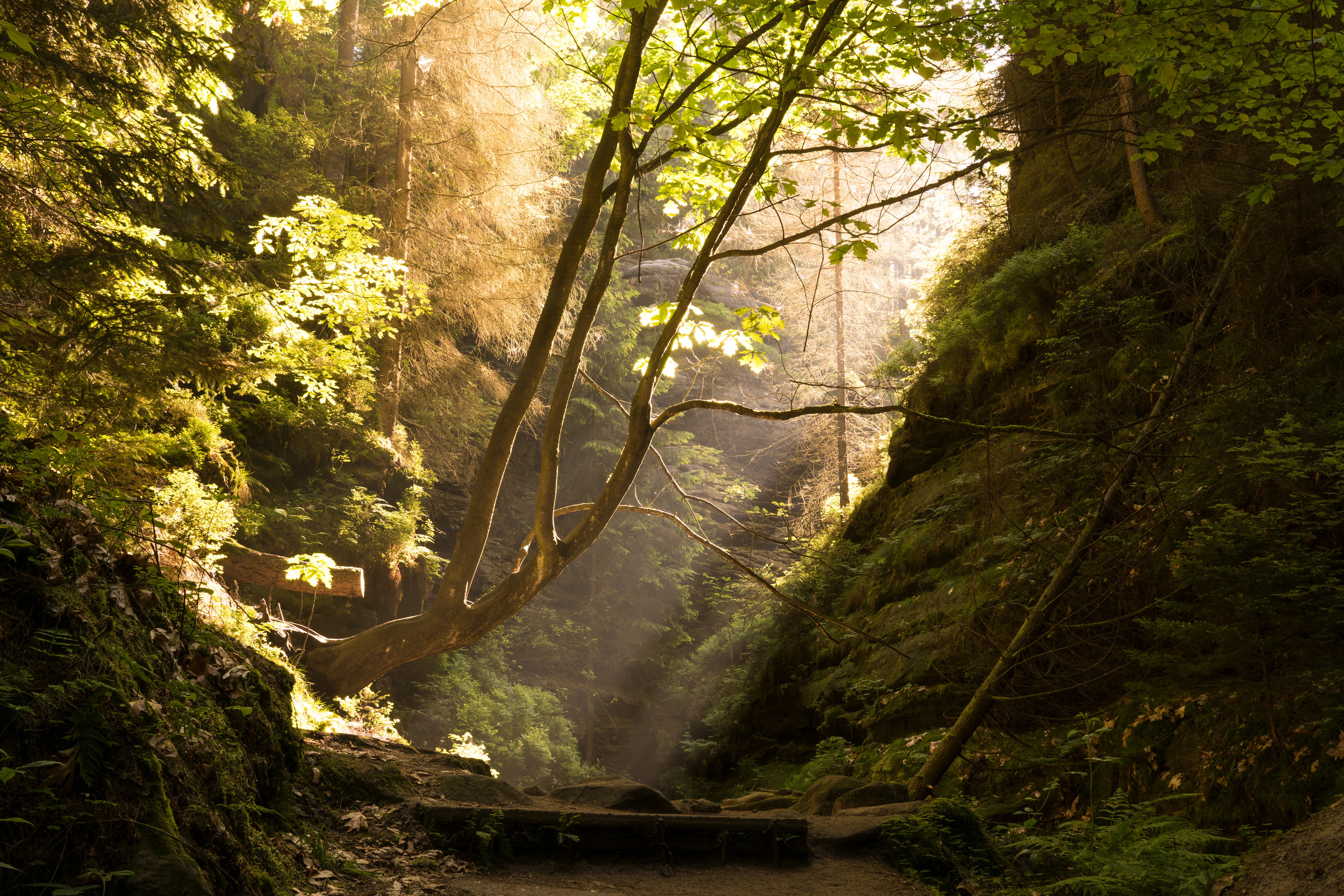
In den Schwedenlöchern

Die Schwedenlöcher sind eine klammartige Seitenschlucht des Amselgrundes nahe Rathen in der Sächsischen Schweiz.

## Geschichte
Die tief eingeschnittene, knapp einen Kilometer lange Schlucht entstand durch die Erosion des weicheren Sandsteines. Sie folgt in ihrem Verlauf der Hauptkluftrichtung im Elbsandstein.
Ursprünglich handelte es sich um eine nicht erschlossene und nur schwer zugängliche Schlucht, die als Blanker Grund bezeichnet wurde. Als im Dreißigjährigen Krieg das nördlich gelegene Dorf Rathewalde im August 1639 von schwedischen Soldaten zerstört wurde, flohen die Bauern der Gegend in die wilde Schlucht und brachten sich und ihr Hab und Gut dort in Sicherheit. Auch in späteren Kriegszeiten diente die Schlucht als Zufluchtsort, so 1706 im Großen Nordischen Krieg, 1813 in den Befreiungskriegen und 1945 in den letzten Tagen des Zweiten Weltkriegs.
In den 1780er Jahren wurden in den Schwedenlöchern erste Wege zur Holzgewinnung angelegt. Daran erinnern mehrere im Sandstein eingemeißelte Jahreszahlen (1782, 1784, 1787).
Die eigentliche touristische Erschließung der Schlucht erfolgte vergleichsweise spät. Auf Initiative des Gebirgsvereins für die Sächsisch-Böhmische Schweiz wurden die Schwedenlöcher 1886 mit einer Steiganlage versehen. Für den Einbau der Treppen und Brücken musste die Schlucht teilweise künstlich verbreitert werden. Der neue Wanderweg, der das bekannte Felsmassiv der Bastei mit dem Amselgrund verband, wurde am 1. Mai 1886 anlässlich des 6. Deutschen Geographentages eingeweiht.
1967/68 erfolgte eine umfangreiche Instandsetzung des Weges. Dabei wurden 3,5 Tonnen Eisen und 600 Betonplatten verbaut. Als Stahlträger kamen ausgemusterte Straßenbahnschienen zum Einsatz. Der Weg verfügte damals über 777 Stufen und mehr als 20 Betonbrücken. Aufgrund der hohen Frequentierung muss der Weg regelmäßig instand gesetzt werden. Dabei werden die Holzstufen etwa aller sieben Jahre erneuert. Zwischen 2021 und 2024 erfolgt in 3 Bauabschnitten eine umfassende Erneuerung der Metall- und Betoneinbauten aus den 1960er Jahren. Die Kosten dafür belaufen sich auf ca. 332.000 €.
Der Wanderweg durch die Schwedenlöcher gehört zu den beliebtesten Wanderwegen in der Sächsischen Schweiz. Schätzungen der Nationalparkverwaltung Sächsische Schweiz gehen davon aus, dass in der Hauptsaison bis zu 2000 Personen pro Tag den Weg frequentieren. Pro Jahr wird der Weg von bis zu 350.000 Wanderern genutzt.

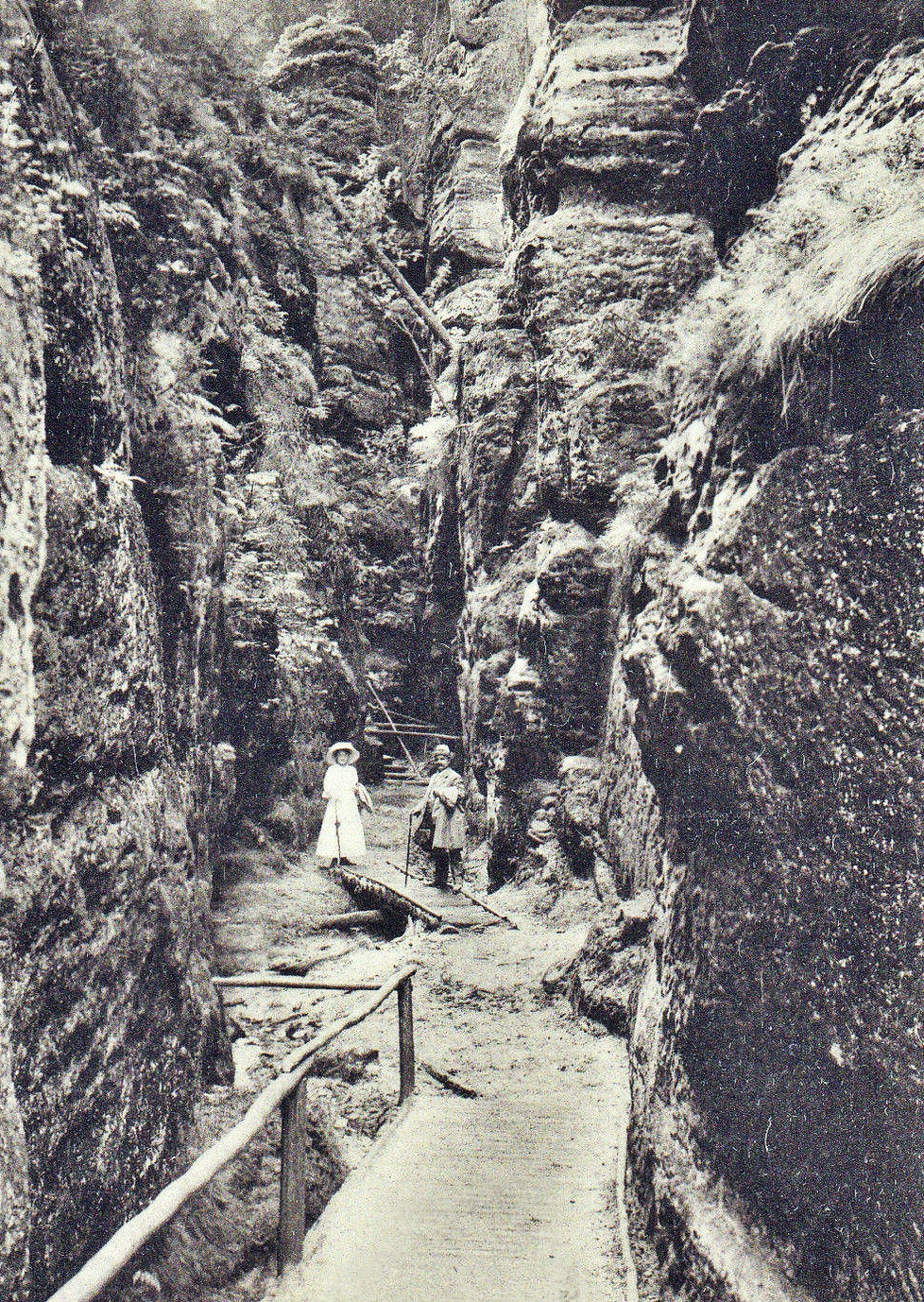
Historische Ansicht um 1900
Historische Ansicht um 1910
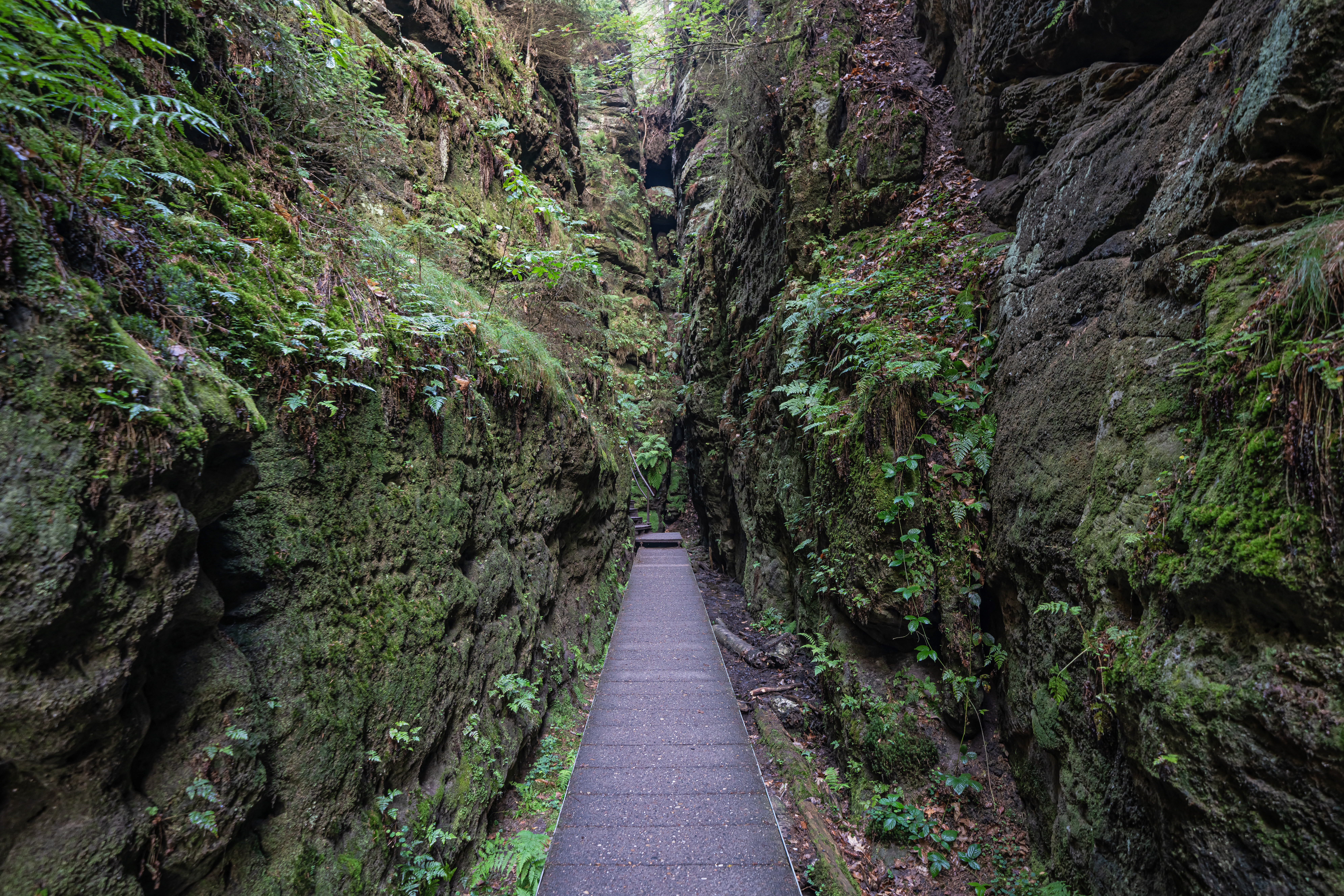
In den Schwedenlöchern (2022)
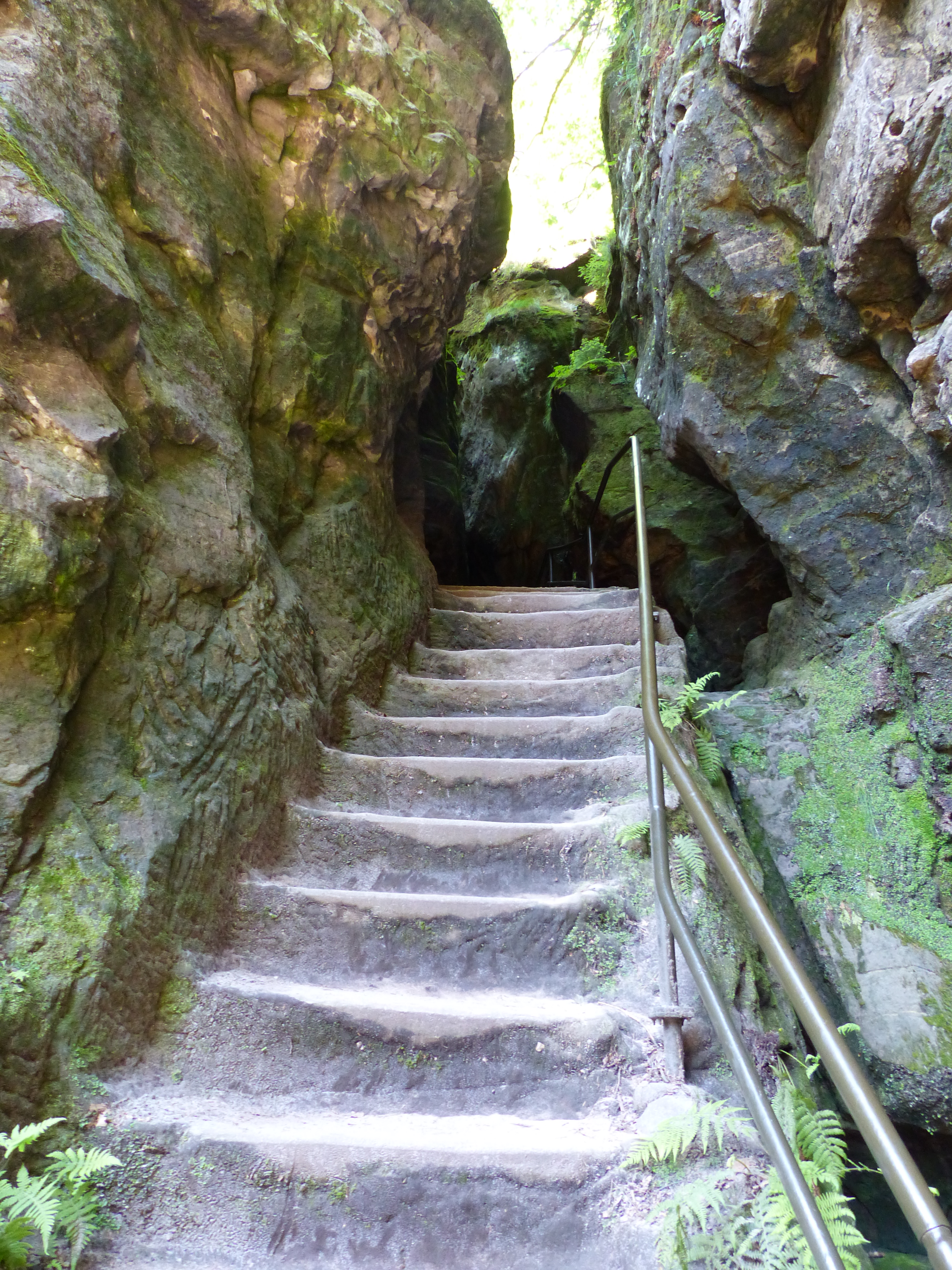
In den Schwedenlöchern (2014)
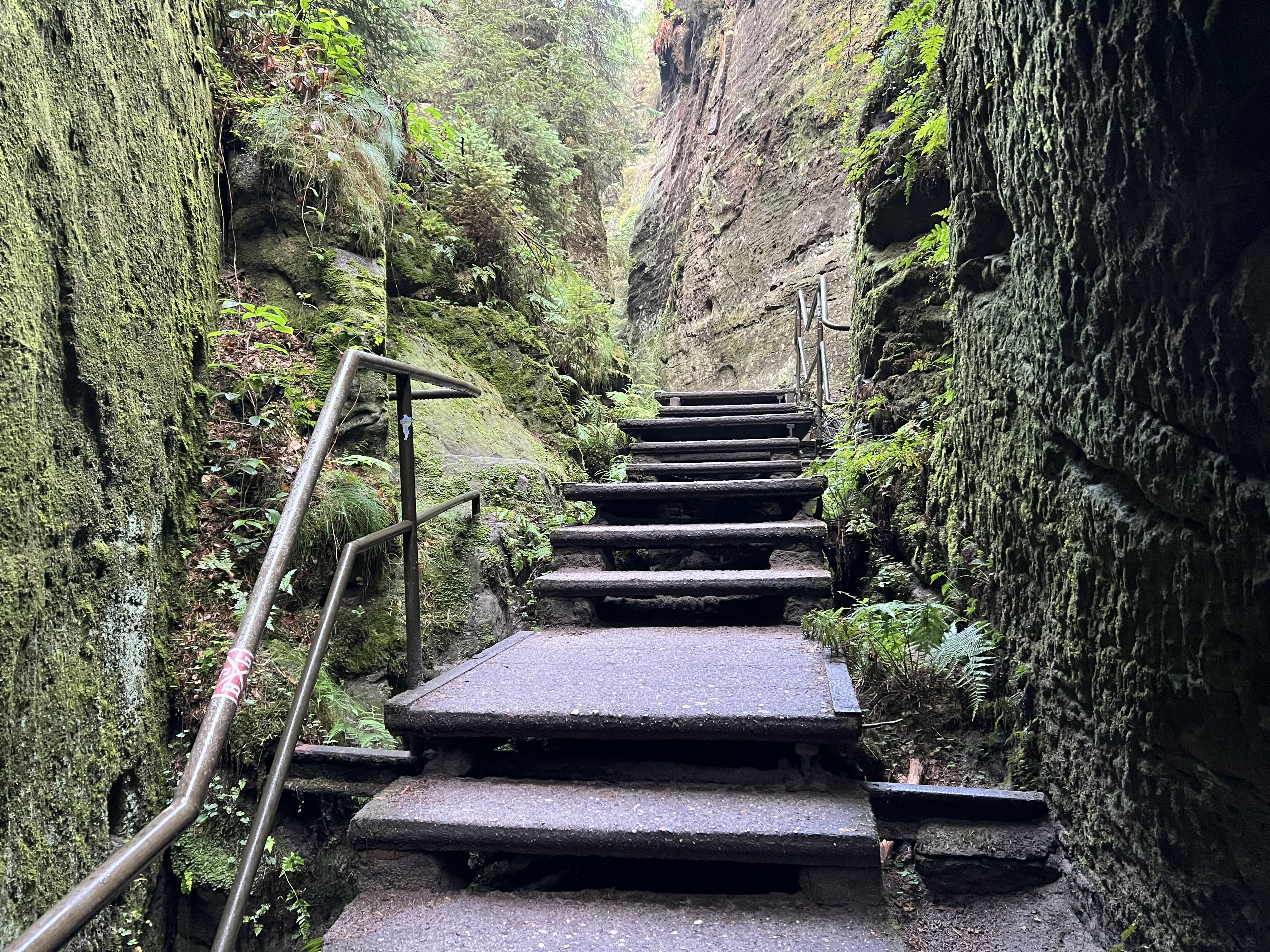
Wegeabschnitt mit den Betoneinbauten aus den 1960er Jahren (2022)
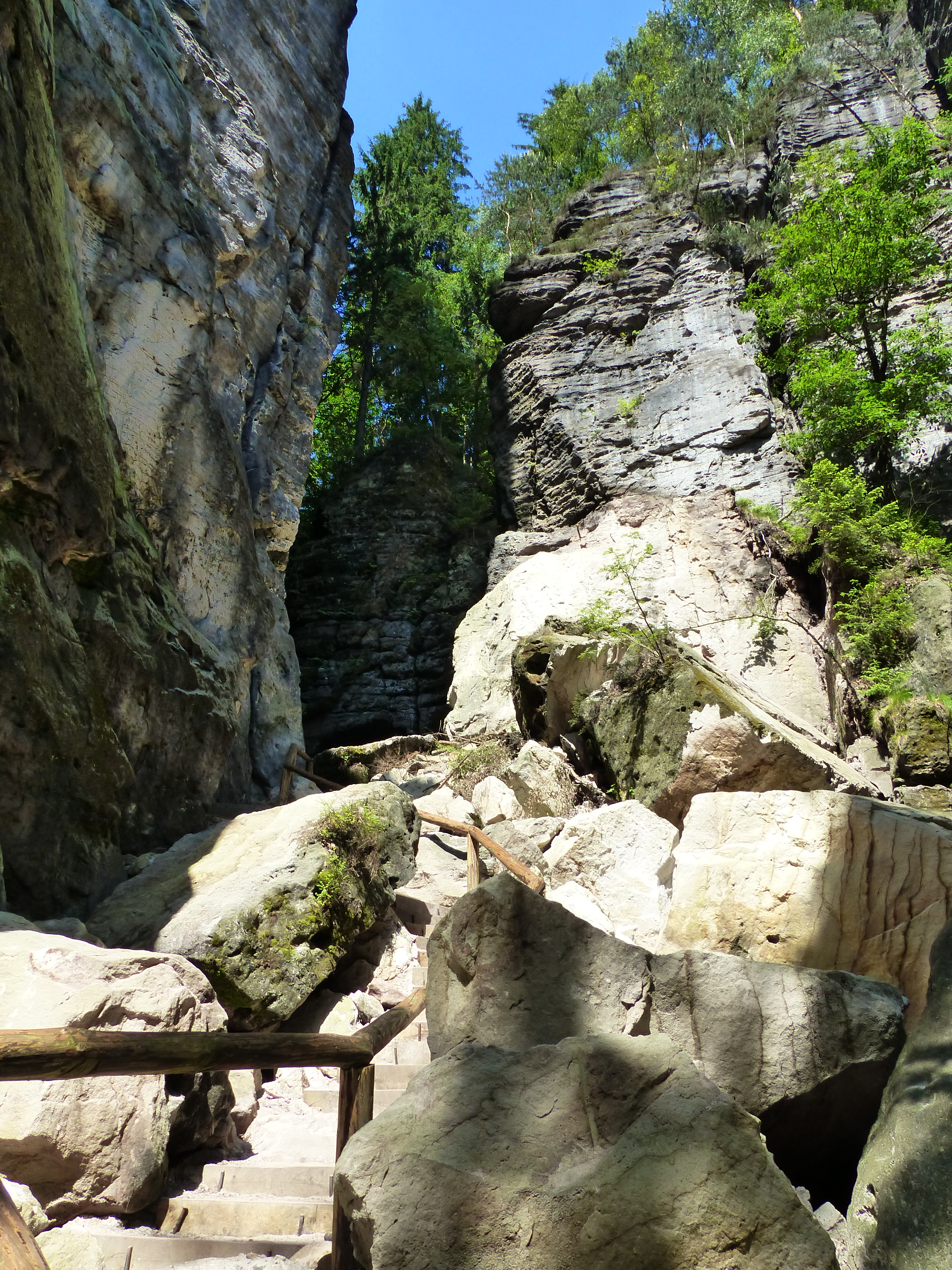
Teil der Schwedenlöcher, der 2013 aufgrund eines Felssturzes gesprengt werden musste (2014)

## Felsstürze
Schon jeher war der Weg durch die enge Schlucht von Felsstürzen des erodierenden Sandsteins besonders gefährdet und musste deshalb mehrfach gesperrt werden.
Im Mai 2012 brach eine Baumwurzel ein etwa zehn Kubikmeter großes Felsstück ab. Von den herabstürzenden Felsbrocken wurden sieben Wanderer verletzt. Der Weg musste zur Schadensuntersuchung und -beräumung mehrere Tage gesperrt werden. Im Februar 2013 erfolgte wegen Felssturzgefahr eine erneute Sperrung. Zur Gefahrenabwehr erfolgte im August 2013 eine Sprengung des abbruchgefährdeten überhängenden Felsens. Der Wanderweg musste an der Sprengstelle umverlegt werden und konnte im September 2013 wieder freigegeben werden.

## Kletterfelsen
Die Schwedenlöcher sind Bestandteil des Klettergebiets Sächsische Schweiz. Der Kletterfelsen Schwedenturm befindet sich unmittelbar am Wanderweg. Er wurde erstmals 1905 durch Rudolf Fehrmann und seinen Bruder Arymund bestiegen.